# Kitzladen
Kitzladen (ungarisch Kicléd) ist eine Ortschaft und Katastralgemeinde der Gemeinde Loipersdorf-Kitzladen im Bezirk Oberwart im Burgenland in Österreich.

## Geografie
Der Ort befindet sich südlich von Loipersdorf und nordwestlich von Buchschachen im Tal des Stögersbaches. Der Stögersbach teilt den Ort in zwei Teile: Der Ostteil mit Gasthaus und Kirche direkt an der Allhauer Straße (L 239), ist mit einer Brücke mit der bäuerlichen Siedlung im Westen verbunden.

## Geschichte
Die Gründung von Kitzladen erfolge vermutlich um das Jahr 850 durch den Slawenfürsten Chezilo, auf den der Name Chezilo-od-en verweist. In der ersten urkundlichen Erwähnung des Ortes aus dem Jahr 1334, wird der Besitz mit der Ansiedlung Kecel dem ungarischen Adligen Paul Pousa Köveskuti übertragen. Die ursprünglich slawisch-ungarische Siedlung wurde nachfolgend von deutschen Kolonisten als Kitzlärn bezeichnet, urkundlich belegt 1455 und im Schlaininger Urbar von 1532.
Der Ort gehörte wie das gesamte Burgenland bis 1920/21 zu Ungarn (Deutsch-Westungarn). Ab 1898 musste aufgrund der Magyarisierungspolitik der Regierung in Budapest der ungarische Ortsname Kicléd verwendet werden. Nach Ende des Ersten Weltkriegs wurde nach zähen Verhandlungen Deutsch-Westungarn in den Verträgen von St. Germain und Trianon 1919 Österreich zugesprochen. Seit 1921 gehört Kitzladen zum damals neu gegründeten Bundesland Burgenland (siehe auch Geschichte des Burgenlandes).
Am 1. Jänner 1971 wurde der Ort im Zuge des Gemeindestrukturverbesserungsgesetzes der burgenländischen Landesregierung mit der Ortschaft Loipersdorf zur neuen Gemeinde Loipersdorf zusammengelegt.
Im April 2024 wurde am Friedhof eine Gedenkstätte zur Erinnerung an die in der Zeit des Nationalsozialismus ermordeten Roma enthüllt.

## Kultur und Sehenswürdigkeiten
- Pfarrkirche Kitzladen, dem hl. Jakobus geweiht

## Sonstiges
Am westlichen Ortsende befindet sich der Sterntalerhof, eine Erholungseinrichtung für chronisch und unheilbar kranke Kinder.